# Баспик
ООО Владикавказский Технологический Центр «Баспик»  — научный, производственный и инновационный центр, специализирующийся на научных исследованиях и производстве изделий микроэлектроники, разрабатываемых на основе микроканальных и волоконно-оптических технологий.
ООО ВТЦ «Баспик» является единственным предприятием, производящим МКП-продукцию в России.
На базе ООО ВТЦ «Баспик» действует ведущая в России научная школа в области микроканальных пластин..
Уникальной особенностью производства является возможность изготовления микроканальных пластин и МКП-детекторов по индивидуальному заказу, с заданными параметрами.
В ООО ВТЦ «Баспик» изготавливаются микроканальные пластины для применения, как в составе приборов ночного видения, так и в составе различной научной и технической аппаратуры. Сфера применения микроканальных пластин:
- астрономия;
- химия;
- аэрокосмическая техника;
- биология;
- машиностроение;
- медицина;
- экспериментальная физика;
- экология;

Компания занимается изготовлением детекторов по индивидуальному заказу на базе МКП. Область применения детекторов распространяется на:
- Астрофизику и космические исследования;
- Экспериментальную ядерную физику;
- Электронную и ионную микроскопию;
- Спектрометрию;
- Медицинскую практику.

23 февраля 2024 года Баспик включён в блокирующий санкционный список США.